# Telford and Wrekin
Telford and Wrekin (kymriska: Telford a Wrekin) är en enhetskommun i grevskapet Shropshire i Storbritannien.  Kommunen har 188 871 invånare (2022).  Största ort och administrativt centrum är staden Telford. Näst största ort är Newport.
Kommunen är indelad i 29 civil parishes:

- Bratton
- Chetwynd
- Chetwynd Aston and Woodcote (med orten Woodcote)
- Church Aston
- Dawley Hamlets
- Donnington and Muxton
- Edgmond
- Ercall Magna
- Eyton upon the Weald Moors
- Great Dawley
- Hadley and Leegomery
- Hollinswood and Randlay
- Ketley
- Kynnersley
- Lawley and Overdale
- Lilleshall
- Little Wenlock
- Madeley
- Newport
- Oakengates
- Preston upon the Weald Moors
- Rodington
- St. Georges and Priorslee
- Stirchley and Brookside
- The Gorge (med orten Ironbridge)
- Tibberton and Cherrington
- Waters Upton (med orten Great Bolas)
- Wellington
- Wrockwardine Wood and Trench
- Wrockwardine